# Kustbrigaden

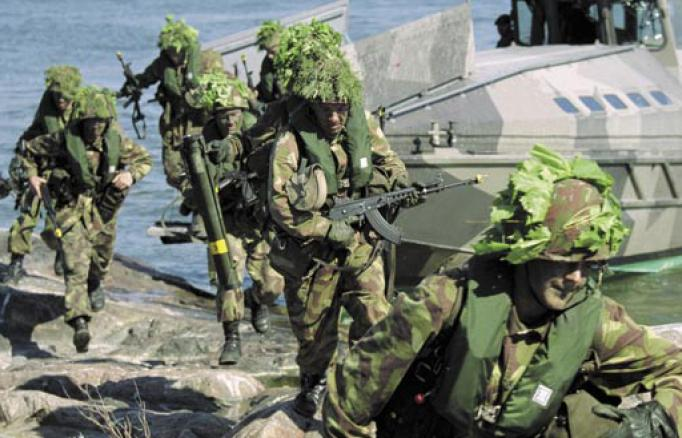
Kustjägare från Nylands brigad under en övning.

Kustbrigaden (KBR) eller Rannikkoprikaati (RPR) är en marinbrigad inom marinen som verkat sedan 2015. Förbandsledningen är förlagd i Upinniemi garnison i Obbnäs.

## Historik
Kustbrigaden bildades i och med avskaffandet av Finska vikens marinkommando främst i Kyrkslätt Upinniemi av de återstående och överförda enheterna, men den har även verksamhet i Helsingfors Santahamina. Flottan som verkar i Upinniemi är sedan 1 januari 2015 en del av Kustflottan.

## Verksamhet
Kustbrigaden ansvarar för den finskspråkiga utbildningen av Kustbevakningens rekryter i fråga om grundutbildning. Praktikanter i brigaden omfattar även till exmepel pionjärer, dykare, marina handledare och marina scouter.

## Ingående enheter
- Sveaborgs kustregemente, ansvarar för grundläggande och underofficersutbildning för värnpliktiga, utveckling av ytförsvaret. Kustregementet består av fem enheter: sjömålsrobotbatteriet, signalkompaniet, eldbatteriet, sjökompaniet och underofficersskolan.

- Porkala kustbataljon i Porkkala ansvarar för produktion av brigadens underhåll, underhåll av bas och trupper samt bevakning av objekt. Därutöver omfattar bataljonens uppgifter olika land- och sjötransporter samt materiallagring. Bataljonen består av fyra enheter: underhålls-, transport- och militärpoliskompanier samt materialcentralen.

- Sjöspaningsbataljonens inkluderar dykarskola, ett sjöfartsunderrättelsekompani och en specialoperation avdelning. Det maritima underrättelsebolagets huvuduppgifter är spanings-, övervaknings- och eldledningsuppgifter. Dykskolan utbildar alla dykare inom försvarsmakten och specialinsatsavdelningen utbildar soldater för särskilda uppgifter inom försvarsmakten.

## Förläggningar och övningsplatser
Kustbrigaden är förlagd i Obbnäs i Kyrkslätt, men har även verksamhet i Sandhamn, Helsingfors.

## Förbandschefer
- 2015–20??: ???
- 202?–20xx: Kommodör Marko Laaksonen

## Namn, beteckning och förläggningsort
| Kustbrigaden | 2015-01-01 | – |  |

| KBR | 2015-01-01 | – |  |

| Upinniemi garnison/Obbnäs (F) | 2015-01-01 | – |  |
| Sandhamn/Helsingfors (F)      | 2015-01-01 | – |  |